# Hernani (Drama)
Hernani oder die kastilische Ehre ist ein Drama von Victor Hugo, das 1830 veröffentlicht und am 25. Februar des Jahres in der Comédie-Française überaus erfolgreich uraufgeführt wurde.
Hernani ist eines der wichtigsten Bühnenwerke von Victor Hugo, dessen Aufführung die „Schlacht um Hernani“ auslöste und das romantische Drama begründete.

## Inhalt

### Vorwort
Hugo bekräftigt seine Aussagen aus dem Vorwort zu Cromwell: Es muss mit den Regeln des klassischen Theaters gebrochen werden und die neue Generation, die Generation der Romantiker, soll nach einer neuen Ästhetik streben.
Er fordert auch und vor allem die Wertschätzung des Publikums, denn erst dieses kann die Werke unvergesslich machen.
Schauplatz der Handlung, die sich von Februar bis April 1519 erstreckt, ist Spanien.

### 1. Akt: Der König
Der spanische König Don Carlos dringt nachts in das Schlafgemach von Doña Sol ein, in die er insgeheim verliebt ist. In einem Schrank versteckt wird er Zeuge der Begegnung zwischen Doña Sol und einem Geächteten, Hernani. Hernani, Sohn eines auf Befehl von Don Carlos’ Vater Enthaupteten, hat Rache geschworen. Doña Sol liebt Hernani, wurde aber schon mit ihrem Onkel Don Ruy Gomez de Silva verlobt.
Don Carlos verlässt sein Versteck und die beiden Kontrahenten machen sich zum Kampf bereit – doch sie werden vom Herzog überrascht. Don Ruy Gomez de Silva ist empört über die Anwesenheit der beiden Männer in den Gemächern seiner Nichte. Don Carlos gibt daraufhin seine Verkleidung auf und stellt sich vor; Hernani bezeichnet er als Teil seiner Gefolgschaft. Er rechtfertigt sein nächtliches Erscheinen mit einem schwerwiegenden Vorfall: Der deutsche Herrscher ist verstorben und er sucht den Rat seines treuen Gefährten, Don Ruy Gomez, mit dem er entscheiden will, ob er sich als Kandidat für die Nachfolge empfehlen soll.
Hernani, der nun Don Carlos gegenüberstand, bleibt alleine zurück und schwört erneut Rache für den Mord an seinem Vater.

### 2. Akt: Der Bandit
Am nächsten Tag um Mitternacht wartet Don Carlos im Hofe des Palastes an Doña Sols Fenster. Er möchte Hernani, dessen Identität er nun kennt, mit einer Entführung zuvorkommen. Von der Dunkelheit getäuscht folgt ihm Doña Sol. Hernani, den Doña Sol um Hilfe gerufen hat, erscheint. Er provoziert ein Duell, aber zum wiederholten Male kommt es nicht zur Auseinandersetzung und Hernani hat die Möglichkeit sich zu revanchieren, indem er den König vor seiner Räuberbande schützt.
Hernani und Doña Sol bleiben alleine zurück und gestehen sich ihre Liebe. Die Truppen des Königs verfolgen sie jedoch bereits und Hernani verlässt Doña Sol, um zu seiner Bande zurückzukehren.

### 3. Akt: Der Alte
Die Hochzeit des alten Herzogs Don Ruy Gomez de Silva und seiner jungen Nichte Doña Sol wird vorbereitet. Don Ruy Gomez nimmt mit Wohlwollen zur Kenntnis, als man ihm von dem wahrscheinlichen Tod von Hernani berichtet. Am Tag der Hochzeit erscheint ein Pilger am Schloss da Silvas.
Als der Gast Doña Sol im Brautkleide entdeckt, reißt er die Pilgerverkleidung von sich, um seine Identität preiszugeben: Es ist Hernani.
Obgleich eine große Geldsumme auf Hernanis Kopf ausgesetzt ist, wiegt die Pflicht von Don Ruy Gomez de Silva, seinen Gast zu beschützen stärker und er lässt das Schloss abriegeln.
Hernani und Doña Sol bleiben alleine zurück und räumen alle Missverständnisse aus. Doña Sol zeigt Hernani den Dolch, den sie dem König entwendet hat, und die beiden gestehen sich erneut ihre Liebe.
Don Ruy Gomez erscheint und verurteilt Hernanis Verhalten, aber die Ehre verbietet ihm, seinen Gast zu verraten. Die Ankunft des Königs wird angekündigt, und Don Ruy Gomez versteckt Hernani.
Der König erscheint und nimmt wütend die Nachricht auf, dass Don Ruy Gomez Hernani versteckt und stellt den Herzog vor die Wahl, dass entweder Hernani ausgeliefert wird oder er stattdessen Doña Sol gefangen nimmt. Der Herzog zögert, aber entscheidet sich gegen die Auslieferung Hernanis und muss machtlos die Entführung Doña Sols mitansehen. Nach seiner Abreise verbünden sich Hernani und Don Ruy Gomez gegen den König, um ihn gemeinsam zu töten. Don Ruy lässt Hernani am Leben, um ihm die Möglichkeit zu geben, Don Carlos umzubringen; ist dieser Racheakt vollbracht, muss er beim Ertönen des Horns von Don Ruy Gomez Selbstmord begehen.

### 4. Akt: Das Grab
In Aix-la-Chapelle wartet Don Carlos auf die Entscheidung, ob er zum Kaiser bestimmt wird, und vereitelt das Komplott seiner Verschwörer, zu denen Hernani und Don Ruy Gomez gehören. Hernani ist auserwählt, den König zu töten, und schlägt das Angebot Don Ruys aus, ihn von dem Eid zu entbinden. Hernani hätte sonst sein Leben retten können, aber dann hätte Don Ruy den Mord verüben und Doña Sol gewinnen können. Der nun gewählte Kaiser lässt Gnade walten, indem er den Verschwörern vergibt und die Vermählung von Doña Sol und Hernani ankündigt. Dieser nimmt wieder seine wahre Identität als Jean d’Aragon (aus dem spanischen Adel) an und gibt seine Rachepläne auf.

### 5. Akt: Die Hochzeit
In Saragossa heiraten Doña Sol und Hernani, doch der unerbittliche Don Ruy Gomez lässt das Horn ertönen und erinnert Hernani an seinen Eid, der ihn verpflichtet, sich umzubringen. Daraufhin vergiften sich Doña Sol und Hernani, und schließlich erdolcht sich der verzweifelte Don Ruy Gomez ebenfalls.

## Das romantische Drama
Hernani muss immer in Zusammenhang mit seiner Gattung, dem romantischen Drama, gesehen werden. In den zwanziger Jahren des 19. Jahrhunderts haben unter anderem Stendhal (Racine und Shakespeare) oder Manzoni zur Entstehung einer neuen Ästhetik (auf der Bühne) beigetragen. Der junge Victor Hugo, der nach Abschluss des unspielbaren Dramas Cromwell die Pariser Theaterszene erobern möchte, lehnt die klassische Tragödie ab, die nach seiner Auffassung zu weit von der Wirklichkeit des Publikums entfernt ist; in seinen Werken sollen sich immer gesellschaftliche Anliegen widerspiegeln.

## Die Entstehung des Werkes
Nach dem Verfassen des Vorworts zu Cromwell 1827, in dem Hugo die Notwendigkeit, mit den Regeln des klassischen Theaters zu brechen, betont, kehrte er mit Oden und Balladen (die ihm den Schutz des Königs sicherten) und Orientalia zur Lyrik zurück. Hugo wollte schon immer die Anhänger der Klassik auf deren bevorzugtem Gebiet, auf der Bühne, herausfordern und unternahm zahlreiche Versuche, unter denen Misserfolge wie Amy Robsart (1828) waren.
Der Erfolg seines Freundes Alexandre Dumas mit Henri III et sa cour (1829) bestärkte Hugo wieder und er begann mit einem historischen Drama in Spanien: Hernani (Themen mit Bezug auf die französische Wirklichkeit wie Marion de Lorme wurden systematisch vom König zensiert).
Hugo verfasste das Werk zwischen dem 19. August und dem 24. September 1829 und trug es kurz darauf seinen Freunden vom Diskussionskreis der romantischen Schriftsteller, dem Cénacle, vor, die ihm fast ausnahmslos ihre Zustimmung gaben.
Hugo erhielt zunächst die Erlaubnis, sein Stück im Théâtre Français aufzuführen, wobei die Zensoren es endgültig vernichten wollten; eine neuerliche Vorlesung vor den Mitgliedern der Comédie-Française stieß allerdings auf Begeisterung und das Stück kam auf die Bühne.
Die Aufführungen gestalteten sich verhältnismäßig schwierig: Mademoiselle Mars, die erfahrene Anführerin der Truppe und Darstellerin von Doña Sol, wollte Hugo zwar in seinen Bemühungen unterstützen, verkörperte aber eher den klassischen Typ und erwies sich als ungeeignet für die Darstellung der romantischen Leidenschaft; andere Akteure wie Firmin, ein eher unscheinbarer und blasser Hernani oder Michelot, ein eleganter, aber wenig energischer Don Carlos fürchteten vor allem den zukünftigen Konflikt. Es gab allerdings einige Ausnahmen wie Joanny, ein ehemaliger Soldat unter dem napoleonischen General Hugo, die dem jungen Sohn Victor Hugo mit der Darstellung von Don Ruy Gomez Anerkennung zollen wollten und die sich mit Begeisterung von den Zwängen des klassischen Theaters lösten.
Die Zensoren nahmen das Manuskript des Stückes (das sich auch durch den Erfolg von de Vignys Othello und Shakespeare verzögerte) bis in den Januar des Jahres 1830 hinein kritisch unter die Lupe und strichen einige Passagen – die stilistischen Entgleisungen wurden allerdings nicht verändert, in der Hoffnung, dass dieser schlechte Geschmack den Autor endgültig diskreditieren würde. Unterdessen formierte sich von Seiten der Presse unter Anführung der „Klassiker“ ein Komplott zur Diffamierung des neuen Werkes, was aber letztlich Hernani nur in seiner Stellung als Manifest der neuen Generation stärkte. Hugo wollte das Theater erneuern, das durch die Traditionstreue und Zensur als letzte Bastion der Klassik von der Romantik verschont blieb.
Diese „Offensive“ verlief in drei Phasen:
1. Das Vorwort zu Cromwell lieferte 1827 die theoretische Grundlage für den Bruch mit den klassischen Regeln und die Freiheit der Künste sowie dem modernen Schönheitsideal des Grotesken.
2. Karl X. verbietet 1829 Marion De Lorme wegen Verrates an der königlichen Majestät; es kommt zum Bruch Hugos mit dem Regime
3. 1830 kommt schließlich Hernani auf die Bühne und die auffallend geschmückten, lautstarken Anhänger der Romantik treffen unter der Anführung von Gautier und Dumas auf die graue Eminenz der Klassiker. Der Skandal endet in einem Triumph der Romantiker und einem Sieg des neuen Theaters.

## Reaktionen
Die erste Aufführung des Stückes löste heftige Reaktionen aus („Schlacht um Hernani“) – und einen Disput zwischen den Anhängern der Klassik, die die Protestbewegung der neuen Generation im Keim ersticken wollten, und den Romantikern, die ihren Anführer Hugo unterstützen wollten.

„Viktor Hugos »Hernani,« das erste von den drey Stücken, die der Verf. aus der Geschichte Karl V. entnommen hat, ist endlich auf dem Théatre français zu Paris gegeben worden. Das Haus war gedrückt voll. Die Hauptrollen wurden von Firmin (Hernani) und Dem. Mars (Dona Sol de Silvia), gegeben. Die erste Vorstellung hat die unerhörte Summe von 6,140 Frs. eingetragen.“

Während die Schlacht weitertobte, wurde das Stück zu einem großen Erfolg, und Hugo wurde unverzüglich ein Vertrag mit einem Verlag angeboten. Die nachfolgenden Aufführungen heizten die Diskussion noch weiter an, doch Hernani hatte sein Publikum gefunden und der Erfolg flaute nicht ab. Die Wirkung des Stückes auf die junge Generation war wohl vergleichbar mit der von Le Cid auf die Zeitgenossen Corneilles.
Unterdessen erfuhr Hugo trotz der unerbittlichen Kritik der Klassiker wie beispielsweise Charles Maurice, Saint-Beuve oder Jean Vinnet Unterstützung auch aus der älteren Generation von Schriftstellern wie Victor Pavie oder Chateaubriand.
1838 wurde das Stück trotz des Widerstandes der Julimonarchie, die keine romantischen Stücke in der Comédie-Française wünschten, wieder aufgenommen. Hugo löste sich künftig von der kaiserlichen Macht. Während des Zweiten Kaiserreichs verbot Napoléon III. alle Werke des Schriftstellers. Erst 1877 wurde Hernani wiederentdeckt und erstmals in der vollständigen und nicht zensierten Version aufgeführt. 1952 konnte man 906 Aufführungen in der Comédie-Française zählen.
Obwohl Hugo mit Hernani aus der Theaterschlacht als Sieger hervorging, verlor das Stück mit der Zeit an Bedeutung; heute wird Hernani seltener aufgeführt und ist weniger bekannt als Hugos Ruy Blas oder de Mussets Lorenzaccio.

## Analysen

### Thema und Aufbau
Das Stück steht, trotz der klassischen Unterteilung in fünf Akte bestehend aus Zwölfsilbern und obwohl Intrigen, die vergleichbar mit denen der großen Klassiker Racines und Corneilles sind, als Themen dienen, entschieden für Neuerungen.
Es unterscheidet sich deutlich von den klassischen Prinzipien und knüpft stellenweise an Shakespeares Tradition an, wie Hugo es schon im Vorwort zu Cromwell angedeutet hatte.
Auf diese Weise mischt der Autor der düsteren Tragödie und der Leidenschaft jugendliches Feuer und Situationskomik bei und erlaubte sich auch, Personen auf der Bühne sterben zu lassen, womit er die Rollen der Vertrauten und Unglücksboten des klassischen Theaters vernichtete.
Große Bedeutung misst Hugo auch den visuellen Effekten bei, was sich unter anderem in der aufwendigen Kostümwahl zeigt. Bei Hugo kann jeder Akt in sich als Einheit verstanden werden, dem ein Titel zugehört, wohingegen das klassische Theater linear ausgerichtet ist.
Darüber hinaus bricht der Autor mit zwei der drei klassischen Regeln der Einheit:
1. Wahl eines Ortes (Hugo wählt hingegen einen Ort pro Akt)
2. Handlung innerhalb eines Tages (die Handlung in Hernani erstreckt sich über mehrere Monate)

Die Einheit der Handlung hält Hugo ein, auch wenn sie sich auf Haupt- und Nebenhandlung erstreckt. Im Vorwort zu Cromwell, das als Manifest der französischen Romantik gilt, erklärt die Sinnhaftigkeit dieser Einheit. Einheit der Handlung bedeutet für Hugo aber nicht Einfachheit der Handlung. Es darf Nebenhandlungen geben, nur müssen sich diese auf die Haupthandlung stützen und stets zur Haupthandlung hinstreben.

### Eine neue Ästhetik
Victor Hugo lockert den Rhythmus der Verse, um die Aufmerksamkeit des Zuschauers auf den Inhalt des Stückes zu lenken. In seinen lyrischen Werken verherrlicht er die Jugend, die Liebe und die Eigenarten des Lebens.
Hernani, der vom Feuer der Leidenschaft besessene Held und Don Carlos, der nach seiner Krönung demokratische Absichten hegt, stellen die Modellhelden der jungen Generation von 1830 dar. Die Aufführung Hernanis ist die Geburtsstunde des romantischen Theaters; es folgten Stücke von de Musset, de Vigny, Gautier und später Rostand.

## Deutschsprachige Publikationen des Werks
- 1968: Insel-Verlag, Leipzig, Insel-Bücherei 868; Übertragung: Heidrun Beltz; Nachwort: Dieter Tauchmann; Illustrationen: Rolf Münzner

## Adaptationen
Hernani wurde 1844 von Verdi zu einer Oper mit dem Titel Ernani verarbeitet.